# Лейк (округ, Каліфорнія)
Шаблон:StateAbbr_ 39°05′ пн. ш. 122°46′ зх. д. / 39.09° пн. ш. 122.76° зх. д.
Округ Лейк (англ. Lake County) — округ (графство) у штаті Каліфорнія, США. Ідентифікатор округу 06033.

## Історія
Округ утворений 1861 року.

## Демографія
За даними перепису
2000 року
загальне населення округу становило 58309 осіб, зокрема міського населення було 32325, а сільського — 25984.
Серед мешканців округу чоловіків було 28796, а жінок — 29513. В окрузі було 23974 домогосподарства, 15370 родин, які мешкали в 32528 будинках.
Середній розмір родини становив 2,92.
Віковий розподіл населення поданий у таблиці:
| Стать    | До 15 років | 15-21 | 22-29 | 30-39 | 40-49 | 50-65 | 65-85 | Понад 85 |
| -------- | ----------- | ----- | ----- | ----- | ----- | ----- | ----- | -------- |
| Чоловіки | 5948        | 2485  | 1856  | 3296  | 4412  | 5529  | 4864  | 406      |
| Жінки    | 5559        | 2255  | 1841  | 3524  | 4639  | 5606  | 5313  | 776      |

## Суміжні округи
- Гленн — північний схід
- Колуса — схід
- Йоло — південний схід
- Напа — південний схід
- Сонома — південний захід
- Мендосіно — захід

## Виноски
1. ↑  U.S. Decennial Census. United States Census Bureau. Архів оригіналу за 26 квітня 2015. Процитовано 26 вересня 2015.
2. ↑  Historical Census Browser. University of Virginia Library. Архів оригіналу за 11 серпня 2012. Процитовано 26 вересня 2015.
3. ↑  Forstall, Richard L., ред. (27 березня 1995). Population of Counties by Decennial Census: 1900 to 1990. United States Census Bureau. Архів оригіналу за 24 вересня 2015. Процитовано 26 вересня 2015.
4. ↑  Census 2000 PHC-T-4. Ranking Tables for Counties: 1990 and 2000 (PDF). United States Census Bureau. 2 квітня 2001. Архів (PDF) оригіналу за 18 грудня 2014. Процитовано 26 вересня 2015.
5. ↑  State & County QuickFacts. United States Census Bureau. Архів оригіналу за 1 серпня 2011. Процитовано 4 квітня 2016.(англ.) Наведено за англійською вікіпедією.
6. ↑  American FactFinder. Бюро перепису населення США. Архів оригіналу за 26 лютого 2012. Процитовано 31 січня 2008.

| США | Це незавершена стаття з географії США. Ви можете допомогти проєкту, виправивши або дописавши її. |